# Escrión de Samos
Escrión de Samos (en griego antiguo: Αἰσχρίων, romanizado: Aeschrion) fue un poeta yámbico griego nacido en Samos. Es mencionado por Ateneo, que conservó algunos de sus versos coliámbicos en los que defiende a Filénide contra Polícrates de Atenas (el retórico y sofista ateniense). Algunos de sus versos son citados también por Juan Tzetzes.
Hubo un poeta épico del mismo nombre, quien se cuenta que era nativo de Mitilene y un alumno de Aristóteles, así como que acompañó a Alejandro Magno en algunas de sus expediciones. Lo menciona Suidas, y también Tzetzes.
Como también fue escritor de yambos y coliambos, muchos estudiosos han supuesto que era la misma persona que el Escrión de Samos, y que este fue adscrito como mitilineo como consecuencia de haber estado por algún tiempo en aquella ciudad.